# ルーアン大聖堂
ルーアン大聖堂（ルーアンだいせいどう、フランス語: Cathédrale Notre-Dame de Rouen, 英語: Rouen Cathedral）は、フランス北西部、セーヌ＝マリティーム県のルーアンにある大聖堂である。

## 概要
建築様式は、ゴシック建築である。大聖堂の建物は、4世紀のバシリカと1063年に献堂されたロマネスク様式の聖堂を基礎としている。

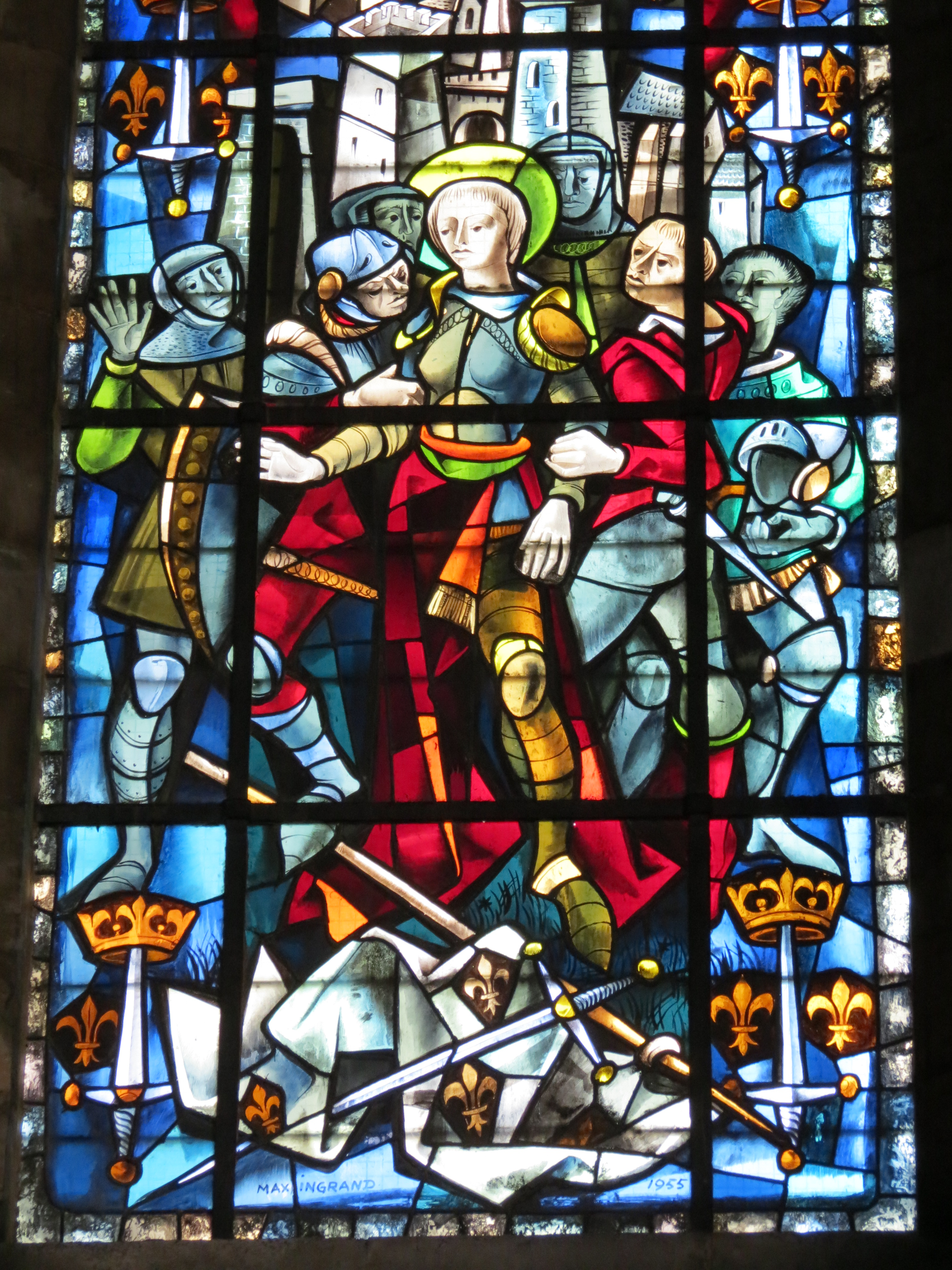
ステンドグラス

全長は、135メートルある。塔には、77メートルのものと82メートルのものがあり、後者には、「ジャンヌ・ダルク」と呼称される重さ9.5トンの鐘が収められている。鋳鉄でできた19世紀の尖塔は、151メートルの高さをもち、これは、フランスにある聖堂の塔の中では最も高い。
聖堂内には、様々な時代のステンドグラスが飾られており、そのうち最も古いものは、北の側廊のサン・スヴェール礼拝堂 (Saint-Sever chapel) にある13世紀のものである。また、ジャンヌ・ダルクを描いたステンドグラスもある。北の翼廊にあるバラ窓は、14世紀のものである。

## 歴史

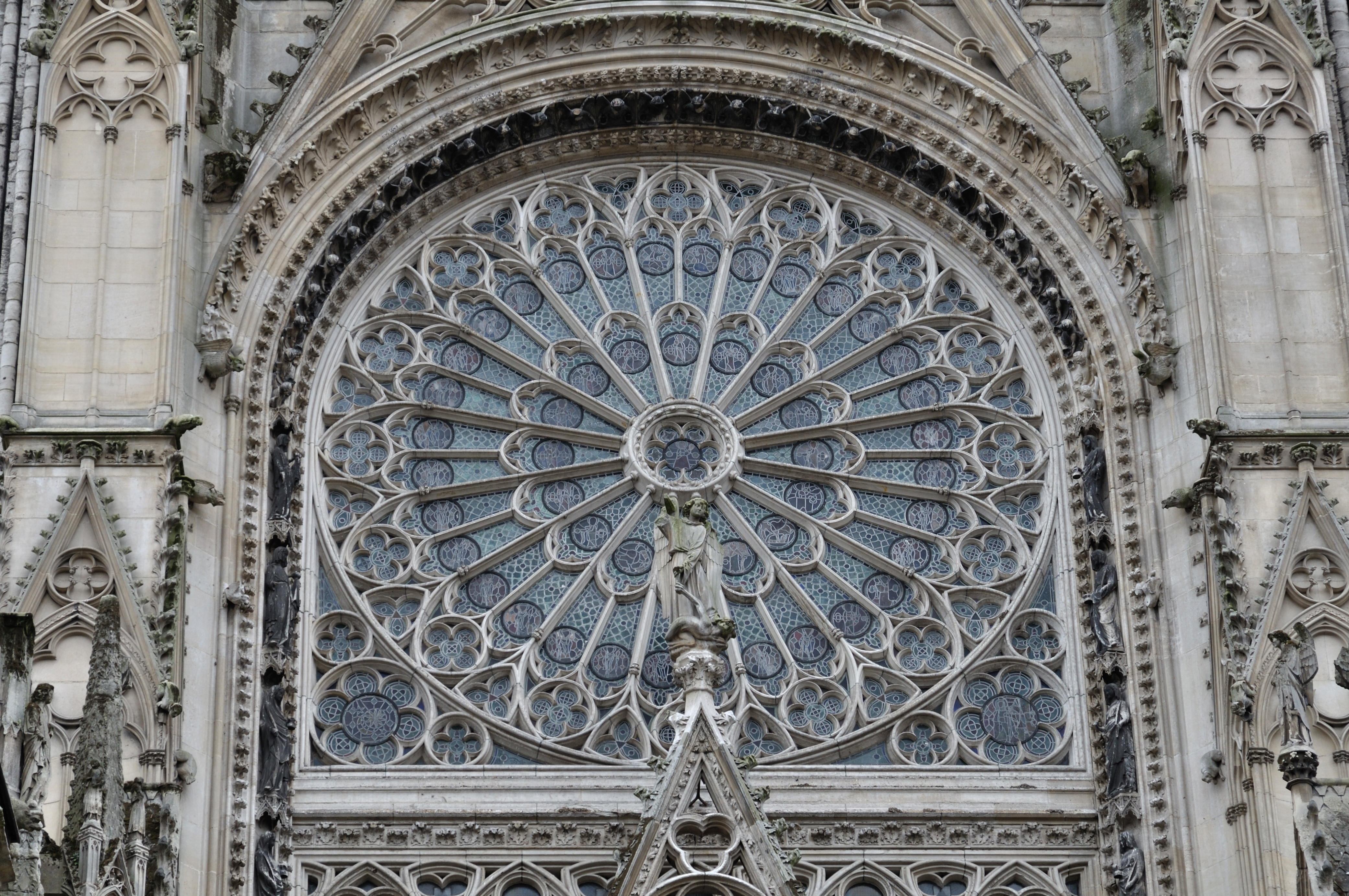
バラ窓

大聖堂の建築工事は、1145年頃に開始され、1544年に完成した。ルーアン大聖堂は、1876年から1880年までの間、世界で最も高い建築物であった。
画家のクロード・モネは、1892年から1894年にかけて、夜明けや日没後など様々な時間帯に、様々な気象状況のもとで、大聖堂のファサードを描いており、その数は30点を超える。
第二次世界大戦中に爆撃に遭い、部分的に損傷を受けたが、1956年に修復工事が完了している。

## 周辺
大聖堂の南側には、セーヌ川が流れており、ジャンヌ・ダルク橋 (fr:Pont Jeanne-d'Arc) やボイエルデュー橋 (fr:Pont Boieldieu) 、ピエール・コルネイユ橋 (fr:Pont Pierre-Corneille) などが架かっている。
大聖堂の北側には、ルーアン美術館や聖ジャンヌ・ダルク教会、サン・トゥアン教会 (fr:Abbaye Saint-Ouen de Rouen) やジャンヌ・ダルク歴史館 (fr:Historial Jeanne d'Arc) 、大時計台 (fr:Gros-Horloge) などがある。大聖堂のすぐ北側には、サン・ロマン通り (Rue Saint-Romain) がある。